# مجزرة الطائف
مجزرة الطائف، هي مجزرة ارتكبتها قوات سلطنة نجد والإخوان في 29 أغسطس عام 1924 ، في أعقاب إنسحاب القوات الملكية الحجازية النظامية من معركة الطائف
نتج عنها مقتل 300 إلى 400
مدني من سكان الطائف.

## الخلفية
سيطرت القوات التابعة للشريف حسين على مدينة الطائف في سبتمبر 1916، وذلك أثناء الثورة العربية، ودمجت لاحقًا في مملكة الحجاز. إلا انه وبعد انتهاء الحرب العالمية الأولى، سرعان ما تأججت التوترات بين ملك الحجاز حسين بن علي وبين عبد العزيز آل سعود سلطان نجد. تم وقف الأعمال العدائية مؤقتًا في عام 1919 وذلك على اثر توقيع الهدنة بين الطرفين.

## المجزرة
في أواخر أغسطس 1924 حدثت معركة الطائف، كان الإخوان التابعون للملك عبد العزيز بقيادة كل من سلطان بن بجاد وخالد بن لؤي مستعدين لمهاجمة الطائف. كان من المفترض أن يدافع الأمير علي نجل الشريف حسين عن المدينة، لكنه هرب مع قواته في حالة من الذعر.
استسلمت المدينة للقوات المهاجمة في 29 أغسطس، ومع دخول القوات المهاجمة بدأت أعمال القتل العشوائي لينتج عن ذلك مجزرة راح ضحيتها حوالي 300 إلى 400 من سكان الطائف.

## روايات سعودية عن مذبحة الطائف
- قال نائب وزير الدفاع السعودي السابق الأمير خالد بن سلطان (حفيد الملك عبدالعزيز) في مذكراته (مقاتل من الصحراء) عن مذبحة الطآئف ما نصه:[8]

| مجزرة الطائف | وتمكنت قوات الإخوان من اقتحام سور الطائف والدخول من باب عباس في صباح 10 صفر. وكان أول أعمالها أن أدت صلاة الظهر جماعة في مسجد عبدالله بن عباس، ثم خرجت تنادي: الأمان لمن سَلَّمَ وسَالَمَ، والقتل والدمار لمن حَاربَ واستْعْظَم ، وقد بدأ بعض تجار الطائف يطلقون النار على الإخوان من شبابيك بيوتهم، ظناً منهم أن الإخوان سينهبون أموالهم وتجارتهم. فحارب الإخوان من حاربهم، فنهبوه وقتلوه ودخلوا عليه في جوف داره. أما من سالمهم وسلَّم لهم، فلم يعتدوا عليه ولم يلحقوا به أي ضرر | مجزرة الطائف |

- ذكر مستشار الملك عبدالعزيز و السفير السعودي في بريطانيا الشيخ حافظ وهبه في كتابه (خمسون عاما في جزيرة العرب) عن مذبحة الطائف ما نصه:[9]

| مجزرة الطائف | انتهز سلطان نجد (ابن سعود) فرصة زيارة رؤساء العشائر في عيد الأضحى سنة ١٣٤٢ ، و لا سيما عتيبه و أشراف الخرمه و سواها من البلاد المتاخمة للحجاز فأمرهم بالاستعداد لغزو الطائف و الوقوف عنده ، لعل الملك حسين يرجع إلى رشده و لكن الإخوان دخلوا الطائف و مكة فاتحين بدون أن يجدوا عقبة في سبيلهم بيد أنهم في دخولهم الطائف ، أعملوا السيف في رقاب كثير من الأبرياء كما أعملوا يد النهب و السلب في كثير من أموال الناس فإتخذ الأشراف من ذلك وسيلة للدعاية ضد ((سلطان نجد)) ، فتلقيت و أنا في الأحساء كثيرا من البرقيات من جمعية الخلافة الهندية و سواها من الجمعيات الإسلامية الهندية و أكثرها يربطني بزعماؤها رابطة إخوة و صداقة متينة فأجبتهم بأن ما وصلهم من أخبار لا يخلو من مبالغة ، كما أن الحكومة مستعدة لتعويض كل من أصابه ضرر من الإخوان في أثناء فتحهم الطائف و بذلك سكنت العاصفة التي أراد الأشراف إثارتها ضد سلطان نجد | مجزرة الطائف |

## ما بعد المجزرة
بعد سقوط الطائف، تحركت قوات سلطنة نجد مرة أخرى لضم مكة والمدينة وجدة التي سقطت أيضًا في ديسمبر 1926. في عام 1926 تم الاعتراف بعبد العزيز آل سعود رسميًا كملك الحجاز. ظلت الطائف جزءًا من مملكة الحجاز حتى وحد عبد العزيز آل سعود المملكتين تحت مسمى المملكة العربية السعودية في عام 1932.